# 前田勝
前田 勝（まえた まさる、1982年6月24日 - 2020年8月26日）は、山形県東田川郡櫛引町（現・鶴岡市）出身で放駒部屋（引退時は芝田山部屋）に所属していた元大相撲力士。本名同じ。現役時代の体格は身長180cm、体重209kg、血液型はAB型。得意手は左四つ、寄り。最高位は西幕下3枚目（2010年7月場所）。好物はイカ。

## 人物
実家は第47代横綱・柏戸の生家の近所で、鶴岡少年相撲教室に通い小学校、中学校時代はあらゆる大会を総ナメにして“山形の怪童”と呼ばれた。特に小学校時代には、わんぱく相撲全国大会で5年生、6年生と2年連続で優勝してわんぱく横綱、櫛引町立櫛引中学校3年時には全国都道府県中学生相撲選手権大会個人戦で優勝した。高校は相撲の強豪・埼玉栄高等学校へと進み、主将として団体戦全国5連覇に貢献するとともに、世界ジュニア相撲選手権大会無差別級で優勝した。日本大学時代は体重200kgの巨漢をもてあまし全日本相撲選手権大会もベスト8止まりで、高校、大学と進むにつれて成績が落ちた。
日大卒業後は大相撲へと進み、2005年3月場所に前相撲で初土俵。この時点で在籍していた駿傑に憧れて入門を決めたといい、集団生活も苦にならなかったと話している。2006年3月場所は7戦全勝で三段目優勝を飾り、デビュー以来6場所連続の勝ち越しで翌5月場所に幕下入りを果たした。その場所後の2006年3月27日に帰郷。29日には富塚陽一鶴岡市長を表敬訪問し、三段目優勝を報告した。この活躍を激励しようと櫛引相撲連盟と丸岡地区の住民たちが祝賀会を主催し、各地区の相撲連盟関係者や地元住人、前田の小学生時代の恩師など約70人が祝賀会に出席するなど当時は期待が大きかった。その後も順調に出世し、2007年は十両昇進が期待されたが不振が続き、11月場所では蜂窩織炎のため5日目まで休場、2008年1月場所は三段目に番付を落とした。その後は三段目では勝てるものの幕下で勝ち切れずにいた。2010年5月場所では幕下優勝し、翌7月場所は自己最高位を更新したが、1勝6敗に終わった。
2013年1月場所後に、放駒部屋から芝田山部屋に移籍した。西幕下47枚目まで地位を落とした2014年3月場所は3番相撲を除いてすべて黒星と大乱調であり1勝6敗の不振に甘んじた。2014年5月場所は24場所連続で務めた幕下の地位から退く形で東三段目22枚目まで下降し、ここでも3勝4敗の負け越し。翌7月場所は西三段目37枚目まで地位を落とすも7番相撲まで2連勝で4勝3敗として5場所ぶりの勝ち越し。2016年7月場所では、初日の相撲で負傷をし、出場を続けたものの痛みが酷くなったため精密検査を受けたところ、左足のアキレス腱断裂が判明し、途中休場。場所後に手術を受けたが9月場所と11月場所は全休となった。
序ノ口まで落ちた2017年1月場所で復帰すると5連勝スタートとなったが、6番相撲の錦城との取組で顔面を骨折したため、7番相撲及び翌3月場所を休場した。
2018年2月3日、自身より1場所遅れで初土俵を踏んだ双大竜の断髪式に出席。優しい笑顔でハサミを入れ「初土俵は向こうが1場所遅れだけど同期生みたいなもの。また一人いなくなって寂しいですね」と視線を遠くした。同年9月場所限りで引退。引退後は岩手県八幡平市で稲、野菜などの土壌を研究、開発する会社「三研ソイル」に就職。同社の分析課で肥料成分の管理業務などに従事する一方で、同社相撲部にも所属。週に3回、同市の小中学生を指導していた。2019年11月26日に、アマチュア相撲への復帰が承認された。
2020年8月26日、八幡平市の県立平舘高校の相撲道場で子どもたちを指導していたが、稽古終了直前の19時30分ごろに突然転倒。心臓マッサージやAEDで蘇生術を行うも意識は戻らず、八幡平市立病院に収容されたが、同日、急性心臓死（心筋梗塞）のため死去。38歳没。
死後の12月10日、「市民に希望を与え、子どもたちと交流を深めてスポーツ振興に貢献した」と生前の功績を称えられ、郷里の鶴岡市から感謝状が贈られた。感謝状は父が代わって受け取った。父や関係者によると、前田は現役時代から鶴岡市内の小学校の相撲大会などに顔を出し、子どもたちと交流を続けたという。

## 主な成績
- 通算成績：270勝263敗27休（81場所）
- 各段優勝：幕下優勝1回（2010年5月場所）、三段目優勝1回（2006年3月場所）

| | 一月場所 初場所（東京） | 三月場所 春場所（大阪）   | 五月場所 夏場所（東京） | 七月場所 名古屋場所（愛知） | 九月場所 秋場所（東京）   | 十一月場所 九州場所（福岡） |
| --- | ----------------------- | ------------------------- | ----------------------- | --------------------------- | ------------------------- | --------------------------- |
| 2005年 （平成17年） | x                       | （前相撲）                | 東序ノ口13枚目 6–1      | 西序二段60枚目 5–2          | 東序二段21枚目 6–1        | 東三段目58枚目 4–3          |
| 2006年 （平成18年） | 西三段目42枚目 4–3      | 東三段目29枚目 優勝 7–0   | 西幕下19枚目 3–4        | 東幕下25枚目 4–3            | 西幕下18枚目 5–2          | 西幕下8枚目 4–3             |
| 2007年 （平成19年） | 東幕下6枚目 2–5         | 東幕下21枚目 2–5          | 西幕下40枚目 2–5        | 東幕下57枚目 4–3            | 西幕下46枚目 3–4          | 西幕下57枚目 2–4–1          |
| 2008年 （平成20年） | 東三段目16枚目 4–3      | 西三段目4枚目 5–2         | 西幕下45枚目 4–3        | 西幕下36枚目 2–5            | 西幕下54枚目 3–4          | 東三段目6枚目 5–2           |
| 2009年 （平成21年） | 東幕下47枚目 3–4        | 西三段目筆頭 7–0          | 西幕下11枚目 2–5        | 西幕下23枚目 2–5            | 西幕下37枚目 2–5          | 西幕下53枚目 3–4            |
| 2010年 （平成22年） | 西三段目5枚目 6–1       | 西幕下30枚目 3–4          | 西幕下35枚目 優勝 7–0   | 西幕下3枚目 1–6             | 西幕下20枚目 3–4          | 西幕下25枚目 2–5            |
| 2011年 （平成23年） | 東幕下40枚目 3–4        | 八百長問題 により中止     | 東幕下48枚目 5–2        | 西幕下20枚目 4–3            | 東幕下14枚目 3–4          | 西幕下18枚目 3–4            |
| 2012年 （平成24年） | 西幕下24枚目 4–3        | 東幕下19枚目 3–4          | 西幕下26枚目 2–5        | 西幕下38枚目 4–3            | 東幕下33枚目 5–2          | 東幕下21枚目 2–5            |
| 2013年 （平成25年） | 西幕下32枚目 4–3        | 東幕下25枚目 4–3          | 西幕下17枚目 2–5        | 東幕下34枚目 5–2            | 東幕下22枚目 4–3          | 東幕下16枚目 2–5            |
| 2014年 （平成26年） | 西幕下31枚目 2–5        | 西幕下47枚目 1–6          | 東三段目22枚目 3–4      | 西三段目37枚目 4–3          | 東三段目23枚目 5–2        | 西幕下59枚目 3–4            |
| 2015年 （平成27年） | 西三段目10枚目 4–3      | 東幕下60枚目 2–5          | 西三段目29枚目 5–2      | 東三段目3枚目 3–4           | 西三段目17枚目 4–3        | 東三段目7枚目 3–4           |
| 2016年 （平成28年） | 西三段目21枚目 6–1      | 東幕下42枚目 2–5          | 東三段目2枚目 2–5       | 西三段目25枚目 0–3–4        | 東三段目76枚目 休場 0–0–7 | 東序二段37枚目 休場 0–0–7   |
| 2017年 （平成29年） | 西序ノ口10枚目 5–1–1    | 東序二段59枚目 休場 0–0–7 | 西序ノ口筆頭 4–3        | 西序二段76枚目 6–1          | 西序二段5枚目 3–4         | 西序二段16枚目 5–2          |
| 2018年 （平成30年） | 西三段目80枚目 1–6      | 東序二段14枚目 4–3        | 東三段目96枚目 3–4      | 東序二段16枚目 2–5          | 西序二段57枚目 引退 2–5–0 | x                           |
| 各欄の数字は、「勝ち-負け-休場」を示す。 優勝 引退 休場 十両 幕下 三賞：敢=敢闘賞、殊=殊勲賞、技=技能賞 その他：★=金星 番付階級：幕内 - 十両 - 幕下 - 三段目 - 序二段 - 序ノ口 幕内序列：横綱 - 大関 - 関脇 - 小結 - 前頭（「#数字」は各位内の序列） |                         |                           |                         |                             |                           |                             |

## 改名歴
- 前田 勝（まえた まさる） 2005年3月場所 - 2018年9月場所